# Calophytus webbi
Calophytus webbi is een vliegensoort uit de familie van de viltvliegen (Therevidae). De wetenschappelijke naam van de soort werd voor het eerst geldig gepubliceerd in 2020 door Irwin, Winterton en Metz.